# Advanced Technologies Group AT-10
AT-10 ist ein englischer Luftschifftyp der Advanced Technologies Group (ATG).
Gedacht als Werbeträger und für die Pilotenausbildung ist das Luftschiff als 4-5-sitziges Prallluftschiff ausgeführt und soll nur das erste Schiff verschiedener Baureihen sein. Bei ihm wurden auch Erkenntnisse, die aus dem Bau des Sentinel 1000 gewonnen wurden, umgesetzt.
Die Jungfernfahrt fand am sonnigen Morgen des 28. März 2002 in Cardington statt. Dort war es im Hangar No. 1 gebaut worden. Danach folgten weitere Testflüge. Am 4. März 2004 erhielt es mit dem „Airship Special Category Certificate of Air Worthiness“ die Zulassung von den englischen Luftfahrtbehörden (CAA).
Die Hülle kann von innen beleuchtet werden. Im Gegensatz zu den meisten anderen heutigen Luftschiffen besitzt das AT-10 nur ein Ballonett, das über der Gondel innerhalb der Hülle angeordnet ist.
Die Gondel wird bei diesem Schiff auch als Nutzlastmodul bezeichnet.
In ihr sind die (je nach Ausführung 1 oder 2) Pilotensitze vor einer großen Scheibe für gute Übersicht angeordnet. Bis zu vier Passagiere können über eine Tür auf der linken Seite zusteigen und haben durch große Fenster ebenfalls einen guten Ausblick. Hinter dem Personenabteil befindet sich eine Toilette und die technische Ausrüstung zum Betrieb des Schiffes. Im November 2002 bestanden Pläne, weitere Schiffe dieses Typs bei der Cargolifter AG zu bauen.
Das Fahrwerk besteht aus zwei ölgedämpften Federbeinen mit Bereifung. Der Antrieb erfolgt über zwei 2-Takt-Dieselmotoren mit je 75 kW Spitzen- und 60 kW Dauerleistung. Zur besseren Manövrierbarkeit können die Luftschrauben geschwenkt werden.
Die Steuerung erfolgt über ein Fly-by-Light-System, für das auch ein Autopilot vorgesehen ist. Die Niederdruck-Pneumatik-Aktoren als Stellglieder sind wegen ihrer geringen Anfälligkeit kaum durch elektromagnetische Störeinflüsse oder Blitzschlag gefährdet.

## Technische Daten
- Hüllenvolumen: 2500 m³
- Nutzlast: 740 kg
- Länge: 41,4 m
- Höhe: 13,6 m
- Breite: 10,7 m

Gondel:
- Länge: 4,4 m
- Breite: Fußboden: 0,83 m, max. Breite 1,5 m
- min. Höhe 1,86 m

Flugleistungen:
- Reichweite: 1020 nautische Meilen bei 55,6 km/h (30 kn)
- Flughöhe bis zu: 2743 m (9000 ft)
- Reisegeschw.: 93 km/h (50 kn)
- Höchstgeschwindigkeit: 111 km/h (60 kn)